# Bright Eyes
Bright Eyes ist ein 1995 von Conor Oberst (* 15. Februar 1980) gegründetes Band-Projekt aus Omaha, Nebraska.

## Die Band
Gegründet wurde Bright Eyes als Ein-Mann-Projekt von Conor Oberst. Im Laufe der Zeit kamen Mike Mogis und später Nate Walcott als de facto feste Bandmitglieder hinzu. Mogis ist zudem Produzent vieler Bright-Eyes-Alben.
Für die Studioaufnahmen und Touren werden befreundete Musiker eingeladen, die zum Großteil aus dem Umfeld des Independent-Labels Saddle Creek stammen. Saddle Creek wurde 1993 von dem damals 13-jährigen Oberst, seinem Bruder und einigen seiner Freunde gegründet. Viele der Studio- und Tourneemusiker spielen ihrerseits in erfolgreichen Bands wie etwa Cursive, The Faint, Rilo Kiley oder Azure Ray.

## Stil
Bright Eyes zeichnet sich durch persönliche, melancholisch-poetische Texte und einen zittrigen, emotionalen Gesang in Verbindung mit manchmal ausufernden, manchmal präzisen Songs aus, die oft Elemente der amerikanischen Folk- oder Country-Musik enthalten.

## Biografie
Conor Oberst schrieb schon mit 13 Jahren erste Lieder und begann diese aufzunehmen. Der Name „Bright Eyes“ wurde zum ersten Mal 1997 verwendet. Frühe Veröffentlichungen wie das Album Letting Off the Happiness (1998), die EP Every Day and Every Night (1999) und das im Jahr 2000 erschienene Fevers and Mirrors
blieben zur Zeit ihrer Veröffentlichung noch relativ unbekannt.
Mit dem 2002 veröffentlichten Album Lifted or The Story Is in the Soil, Keep Your Ear to the Ground erreichten Bright Eyes das erste Mal die US-amerikanischen Album-Charts. Auch MTV zeigte Interesse am jungen Singer/Songwriter aus Nebraska und wollte ihn in die Show TRL einladen. Oberst sagte jedoch ab. Nebenbei veröffentlichte er mit den Desaparecidos ein Album namens Read Music/Speak Spanish.
Im Januar 2005 erschienen bei Saddle Creek die beiden neuen Alben Digital Ash in a Digital Urn, eine eher elektronische Pop-Platte, und I’m Wide Awake, It’s Morning, das mehr in der klassischen Folk- und Countrytradition steht. Beide eroberten auf Anhieb vordere Plätze in den US-Charts. Die Singles Lua und Take It Easy (Love Nothing) belegten sogar gleichzeitig Rang 1 und 2 der Billboard Hot 100 Single Sales.
Zur Überbrückung bis zum nächsten Album wurden mit Motion Sickness: Live Recordings und Noise Floor (Rarities 1998–2005) ein Livealbum und eine Compilation mit seltenen Songs (z. B. B-Seiten) veröffentlicht.

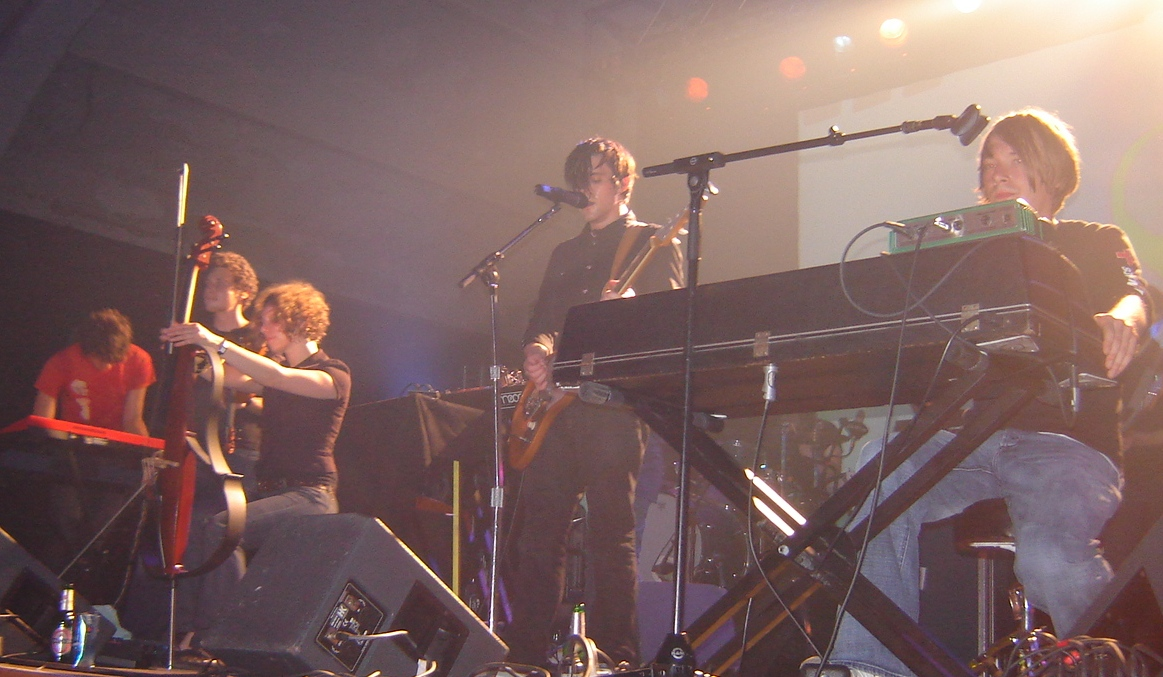
Bright Eyes in Wiesbaden 2005

Im April 2007 erschien noch das Album Cassadaga. Danach veröffentlichte Conor Oberst zwei weitere Alben, allerdings unter dem Namen Conor Oberst bzw. Conor Oberst and the Mystic Valley Band.
Am 15. Februar 2011 erschien mit The People’s Key schließlich ein neues Album von Bright Eyes.
Nach langer Pause der Band und Soloprojekten der Beteiligten, erschien am 21. August 2020 das Album Down in the Weeds, Where the World Once Was.

## Diskografie
Studioalben

| Jahr | Titel                                                           | Höchstplatzierung, Gesamtwochen, AuszeichnungChartplatzierungen (Jahr, Titel, Platzierungen, Wochen, Auszeichnungen, Anmerkungen) | Höchstplatzierung, Gesamtwochen, AuszeichnungChartplatzierungen (Jahr, Titel, Platzierungen, Wochen, Auszeichnungen, Anmerkungen) | Höchstplatzierung, Gesamtwochen, AuszeichnungChartplatzierungen (Jahr, Titel, Platzierungen, Wochen, Auszeichnungen, Anmerkungen) | Höchstplatzierung, Gesamtwochen, AuszeichnungChartplatzierungen (Jahr, Titel, Platzierungen, Wochen, Auszeichnungen, Anmerkungen) | Höchstplatzierung, Gesamtwochen, AuszeichnungChartplatzierungen (Jahr, Titel, Platzierungen, Wochen, Auszeichnungen, Anmerkungen) | Anmerkungen                              |
| Jahr | Titel                                                           | DE | AT | CH | UK | US | Anmerkungen                              |
| ---- | --------------------------------------------------------------- | --- | --- | --- | --- | --- | ---------------------------------------- |
| 1998 | A Collection of Songs Written and Recorded 1995–1997            | — | — | — | — | — |                                          |
| 1998 | Letting Off the Happiness                                       | — | — | — | — | — |                                          |
| 2000 | Fevers and Mirrors                                              | — | — | — | — | — |                                          |
| 2002 | Lifted or The Story Is in the Soil, Keep Your Ear to the Ground | — | — | — | — | US161 (1 Wo.)US |                                          |
| 2002 | A Christmas Album                                               | — | — | — | — | — |                                          |
| 2005 | Digital Ash in a Digital Urn                                    | DE30 (3 Wo.)DE | AT49 (2 Wo.)AT | — | UK43 (2 Wo.)UK | US15 (10 Wo.)US |                                          |
| 2005 | I’m Wide Awake, It’s Morning                                    | DE21 (6 Wo.)DE | AT46 (4 Wo.)AT | — | UK23 Gold · (8 Wo.)UK | US10 Gold · (17 Wo.)US |                                          |
| 2005 | Motion Sickness: Live Recordings                                | — | — | — | — | — |                                          |
| 2006 | Noise Floor (Rarities 1998–2005)                                | — | — | — | — | US107 (1 Wo.)US |                                          |
| 2007 | Cassadaga                                                       | DE19 (4 Wo.)DE | AT47 (3 Wo.)AT | CH59 (2 Wo.)CH | UK13 (4 Wo.)UK | US4 (9 Wo.)US |                                          |
| 2011 | The People’s Key                                                | DE42 (2 Wo.)DE | AT36 (2 Wo.)AT | CH50 (1 Wo.)CH | UK46 (1 Wo.)UK | US13 (5 Wo.)US |                                          |
| 2020 | Down in the Weeds, Where the World Once Was                     | DE8 (3 Wo.)DE | AT21 (1 Wo.)AT | CH32 (2 Wo.)CH | UK22 (1 Wo.)UK | US36 (1 Wo.)US |                                          |
| 2024 | Five Dice, All Threes                                           | DE38 (1 Wo.)DE | — | CH85 (1 Wo.)CH | — | — | Erstveröffentlichung: 20. September 2024 |